# Сопп-ле-О
Сопп-ле-О (фр. Soppe-le-Haut) — колишній муніципалітет у Франції, у регіоні Гранд-Ест, департамент Верхній Рейн. Населення — 562 осіб (2011).
Муніципалітет був розташований на відстані близько 370 км на схід від Парижа, 110 км на південний захід від Страсбура, 45 км на південний захід від Кольмара.

## Історія
До 2015 року муніципалітет перебував у складі регіону Ельзас. Від 1 січня 2016 року належав до нового об'єднаного регіону Гранд-Ест.
1 січня 2016 року Сопп-ле-О і Морцвіллер було об'єднано в новий муніципалітет Ле-О-Сульсбак.

## Демографія
Динаміка населення (INSEE ):
Розподіл населення за віком та статтю (2006):
| Стать | Всього | До 15 років | 15-24 | 25-44 | 45-64 | 65-85 | Понад 85 |
| --- | ------ | ----------- | ----- | ----- | ----- | ----- | -------- |
| Чоловіки | 270    | 57          | 37    | 81    | 83    | 12    | 0        |
| Жінки | 311    | 69          | 49    | 78    | 83    | 28    | 4        |
| \| Статево-вікова піраміда \| Статево-вікова піраміда \| Статево-вікова піраміда \| \| ----------------------- \| ----------------------- \| ----------------------- \| \| Чоловіки \| Вік \| Жінки \| \| 0 \| 85 + \| 4 \| \| 0 \| 80-84 \| 4 \| \| 8 \| 75-79 \| 4 \| \| 4 \| 70-74 \| 12 \| \| 0 \| 65-69 \| 8 \| \| 21 \| 60-64 \| 12 \| \| 21 \| 55-59 \| 21 \| \| 25 \| 50-54 \| 29 \| \| 16 \| 45-49 \| 21 \| \| 37 \| 40-44 \| 16 \| \| 16 \| 35-39 \| 25 \| \| 16 \| 30-34 \| 16 \| \| 12 \| 25-29 \| 21 \| \| 8 \| 20-24 \| 12 \| \| 29 \| 15-20 \| 37 \| \| 8 \| 10-14 \| 41 \| \| 16 \| 5-9 \| 16 \| \| 33 \| 0-4 \| 12 \| |        |             |       |       |       |       |          |
| Статево-вікова піраміда |        |             |       |       |       |       |          |
| Чоловіки | Вік    | Жінки       |       |       |       |       |          |
| 0 | 85 +   | 4           |       |       |       |       |          |
| 0 | 80-84  | 4           |       |       |       |       |          |
| 8 | 75-79  | 4           |       |       |       |       |          |
| 4 | 70-74  | 12          |       |       |       |       |          |
| 0 | 65-69  | 8           |       |       |       |       |          |
| 21 | 60-64  | 12          |       |       |       |       |          |
| 21 | 55-59  | 21          |       |       |       |       |          |
| 25 | 50-54  | 29          |       |       |       |       |          |
| 16 | 45-49  | 21          |       |       |       |       |          |
| 37 | 40-44  | 16          |       |       |       |       |          |
| 16 | 35-39  | 25          |       |       |       |       |          |
| 16 | 30-34  | 16          |       |       |       |       |          |
| 12 | 25-29  | 21          |       |       |       |       |          |
| 8 | 20-24  | 12          |       |       |       |       |          |
| 29 | 15-20  | 37          |       |       |       |       |          |
| 8 | 10-14  | 41          |       |       |       |       |          |
| 16 | 5-9    | 16          |       |       |       |       |          |
| 33 | 0-4    | 12          |       |       |       |       |          |

## Економіка
2010 року серед 388 осіб працездатного віку (15—64 років) 283 були активними, 105 — неактивними (показник активності 72,9%, у 1999 році було 70,4%). З 283 активних мешканців працювало 270 осіб (148 чоловіків та 122 жінки), безробітними було 13 (4 чоловіки та 9 жінок). Серед 105 неактивних 38 осіб було учнями чи студентами, 36 — пенсіонерами, 31 була неактивною з інших причин.

У 2010 році в муніципалітеті числилось 212 оподаткованих домогосподарств, у яких проживали 590,0 особи, медіана доходів виносила 22 144 євро на одного особоспоживача